# El Nuevo Roble
El Nuevo Roble är en ort i Mexiko.   Den ligger i kommunen Ayotoxco de Guerrero och delstaten Puebla, i den sydöstra delen av landet, 190 km öster om huvudstaden Mexico City. El Nuevo Roble ligger 373 meter över havet och antalet invånare är 208.
Terrängen runt El Nuevo Roble är varierad. Runt El Nuevo Roble är det ganska tätbefolkat, med 134 invånare per kvadratkilometer. Närmaste större samhälle är Tlapacoyan, 18,9 km öster om El Nuevo Roble. I omgivningarna runt El Nuevo Roble växer i huvudsak städsegrön lövskog.